# Skarpretter (band)
 Der er for få eller ingen kildehenvisninger i denne artikel, hvilket er et problem. Du kan hjælpe ved at angive troværdige kilder til de påstande, som fremføres i artiklen.

Skarpretter (2004-2009) var et dansk Anarko-punk og DIY punk band tilknyttet miljøet omkring "Ungdomshuset" på Jagtvej 69 i København. Flere af medlemmerne havde tidligere spillet i det danske punkband "Paragraf 119". Musikstilen var hurtig og energisk punkrock i klassiske punkrock trommerytmer med en growl'ende leadvokal, der kan lede tankerne hen på f.eks. Johnny Rotten fra Sex Pistols blot i dobbelt tempo. Leadvokal ofte kombineret med svarkor fra resten af bandet.
Skarpretter var, som bandnavnet antyder, et skarpt samfundskritisk og politisk band med sangtitler som "Fuck You System", "Nation of Cops" og "Bombemål Fogh" (Kritik af tidl. statsminister Anders Fogh Rasmussens (V) incitament til at føre Danmark ind i Irak- og Afghanistan-krigen). Det fem mand store band skrev udpræget vrede tekster på både dansk og engelsk og turnerede på aktivistiske undergrundsscener i både Danmark og udlandet, og var en integreret og markant del af den danske punkscene i 2000'erne.
Teksterne udtrykker næsten éntydigt bandets indignation overfor den, iflg. Skarpretter, ensretning det danske samfund havde bevæget sig i under den borgerlige "Fogh-regering" (2001-2009), og de overgreb bandet følte fra politiets side som aktive i det "autonome" aktivistiske miljø i Danmark. Politiet beskrives ofte som "pigs" eller "bastards" i gruppens tekster. Således befandt to af bandmedlemmerne sig også i Ungdomshuset, hvor gruppen havde øvelokale, da huset blev ryddet 1. marts 2007, hvilket resulterede i signifikante ubetingede fængselsdomme til de to på mere end ét år.
Skarpretter spillede i deres levetid sammen med andre markante danske punkbands som Hjertestop, Nightfever, Guddommelig Galskab, Love Potion, Assassinators, Politiet A/S, President Fetch, Bomberegn, Under Al Kritik, Øregas, Ripping Headache, Hærværk, Højspænding, Reaktion, Leather Vein, Skrald, Realm of Chaos, The Hangover Boys, Thought Police Brutality, Dead Instrument, De Høje Hæle, En hel røvfuld Frank m.fl.
Skarpretter spillede bl.a. på danske "undergrundsvenlige" spillesteder som Ungdomshuset, Den Grå Hal, Støberiet, Paramount DIY og 1000Fryd. Bandet turnerede herudover bl.a. i Sverige, Norge, Tyskland, Østrig, Frankrig, Spanien, Polen, Hviderusland, Tjekkiet, Slovakiet, Rumænien, Bulgarien, Ungarn, Serbien og Ukraine, hvilket må siges at være ret imponerende for et dansk undergrundsband med et rent subkulturelt publikum, som normalt anses for at være forholdsvist begrænset.
Generelt stod bandet for en anarkistisk og anti-fascistisk stil, som også var kendetegnende for Ungdomshuset på Jagtvej 69 helt overordnet, sammenholdt med en skarp afstandstagen til racisme, sexisme, homofobi, vold og hårde stoffer.
Skarpretter spillede deres afskedskoncert 1. maj 2009 i "Dödsmaskinen" i det "nye ungdomshus" på Dortheavej 61 i nordvest-kvarteret i København.

## Udgivelser
- "Skarpretter" – demobånd med 4 sange optaget i Ungdomshuset, februar 2005.
- "Skarpretter" – Selvbetitlet 12” (33 rpm) LP – april 2006 (også udgivet på CD og kassettebånd)
- "Ammunition E.P." – 12” (45 rpm) EP 28. september 2007 (Skarpretter – HUG02)
- "Bagna // Skarpretter" – Split 7" (45 rpm) single april 2008 (Skarpretter – HUG03)